# КК МЗТ Скопље
КК МЗТ Скопље је македонски кошаркашки клуб из насеља Аеродром у Скопљу. У сезони 2024/25. такмичи се у Првој лиги Македоније и у Другој Јадранској лиги.

## Историја
Клуб је основан 1966. као КК Скопље, а тек касније је променио име у МЗТ. Почеци су били скоро аматерски, са тренинзима на отвореним теренима и без озбиљних амбиција. Клуб је постао нешто озбиљнији након изградње спортске хале Аутокоманда, омогућено покровитељством Металског завода Тито или скраћено МЗТ. Касније због спонзорства ове компаније, клуб је преименован у МЗТ, које користи и данас. У неколико наврата клуб је успео да се наметне као озбиљан спортски колектив. Средином 1980-их у новоизграђеном насељу Јане Сандански, спонзор МЗТ је изградио спортску халу и због тога клуб се из Аутокоманде преселио у насеље Јане Сандански.
Средином 1980-их под диригентском палицом тренера Лазара Лечића клуб је ушао у Прву савезну лигу Југославије, најјачу лигу у Европи тада, и одиграо сезоне 1986/87. и 1987/88. у њој, играјући незаборавне утакмице са Партизаном, Цибоном, Југопластиком, једним од најбољих европских кошаркашких клубова у то време.
Након стицања независности Македоније, МЗТ је постао значајан фактор у македонској кошарци. Клуб је од тада освојио четири титуле у националном првенству седам Купова Македоније и један Суперкуп.
У сезони 2012/13. клуб је по први пут учествовао у Јадранској лиги и заузео је седмо место.

## Успеси

### Национални
- Првенство Македоније:
  - Првак (11): 2012, 2013, 2014, 2015, 2016, 2017, 2019, 2021, 2022, 2023, 2024.
  - Вицепрвак (7): 1993, 1996, 1998, 1999, 2001, 2004, 2018.
- Куп Македоније:
  - Победник (13): 1996, 1997, 1999, 2000, 2012, 2013, 2014, 2016, 2018, 2021, 2023, 2024, 2025.
  - Финалиста (5): 1994, 1995, 2003, 2011, 2022.
- Суперкуп Македоније:
  - Победник (7): 2003, 2015, 2016, 2021, 2022, 2023, 2024.
- Прва лига СР Македоније:
  - Првак (6): 1970, 1971, 1972, 1973, 1974, 1979.

### Међународни
- Друга Јадранска лига:
  - Финалиста (2): 2019, 2022.

## Учинак у претходним сезонама
| Сез.     | Првенство Македоније | Куп Македоније | Регионално такмичење                    | Европско такмичење         |
| -------- | -------------------- | -------------- | --------------------------------------- | -------------------------- |
| 2012/13. | Првак                | Победник       | Јадранска лига — 7. место               | —                          |
| 2013/14. | Првак                | Победник       | Јадранска лига — 9. место               | Еврокуп — Прва групна фаза |
| 2014/15. | Првак                | Финалиста      | Јадранска лига — 13. место              | —                          |
| 2015/16. | Првак                | Победник       | Јадранска лига — 10. место              | —                          |
| 2016/17. | Првак                | Финалиста      | Јадранска лига — 13. место              | Еврокуп — Топ 20           |
| 2017/18. | Вицепрвак            | Победник       | Јадранска лига — 12. место              | —                          |
| 2018/19. | Првак                | —              | Друга Јадранска лига — Финалиста        | —                          |
| 2019/20. | прекинуто            | није одиграно  | Друга Јадранска лига (прекинуто)        | —                          |
| 2020/21. | Првак                | Победник       | Друга Јадранска лига — Четвртфинале     | —                          |
| 2021/22. | Првак                | Финалиста      | Друга Јадранска лига — Финалиста        | —                          |
| 2022/23. | Првак                | Победник       | Јадранска лига — 14. место              | —                          |
| 2023/24. | Првак                | Победник       | Друга Јадранска лига — Полуфинале       | —                          |
| 2024/25. | —                    | Победник       | Друга Јадранска лига — Прва групна фаза | —                          |

## Познатији играчи
- Борис Бакић
- Душко Бунић
- Тодор Гечевски
- Марко Луковић
- Урош Лучић
- Марко Љубичић
- Иван Маринковић
- Игор Михајловски
- Урош Николић
- Немања Протић
- Предраг Самарџиски
- Стефан Синовец
- Врбица Стефанов
- Александар Ћапин
- Александар Цветковић
- Сеад Шеховић

## Познатији тренери
- Влада Вукоичић
- Дражен Далипагић
- Змаго Сагадин